# Cassaignes
Cassaignes  es una pequeña localidad y comuna francesa, situada en el departamento del Aude en la región de Languedoc-Roussillon. 
A sus habitantes se les conoce por el gentilicio Cassaignols.

## Demografía
| 16 | 33 | 27 | 30 | 44 | 49 |
| Para los censos de 1962 a 1999 la población legal corresponde a la población sin duplicidades (Fuente: INSEE [Consultar]) |    |    |    |    |    |

(Población sans doubles comptes según la metodología del INSEE).

## Personajes ilustres
Es la vila natal del poeta occitano Lluís Casimir Clottes.